# Paula Patiño
Paula Andrea Patiño Bedoya (La Ceja, Antioquia, 29 de março de 1997) é uma ciclista colombiana de pista e rota. Actualmente corre para a equipa ciclista feminino de Espanha de categoria UCI Women's Team o Movistar Team.

## Palmarés

### Pista
2016
- Campeonato da Colômbia em Pista
  -  Prata em Perseguição por equipas

### Estrada
2017
- - 3.ª nos Jogos Bolivarianos de Estrada 
  - 1 etapa da Volta à Colômbia Feminina

2018
- - 1 etapa da Volta à Colômbia Feminina

- 2019
  - 2.ª no Campeonato Pan-Americano em Estrada sub-23

- 2021
  - 2.ª no Campeonato da Colômbia em Estrada

## Resultados em Grandes Voltas e Campeonatos do Mundo
Durante sua corrida desportiva tem conseguido os seguintes postos nas Grandes Voltas femininas e nos Campeonatos do Mundo em estrada:
| Corrida                | Corrida                | 2018 | 2019 | 2020 | 2021 |
| ---------------------- | ---------------------- | ---- | ---- | ---- | ---- |
|                        | Giro d'Italia          | —    | 23.ª | 8.ª  | —    |
| Mundial em Estrada     | Mundial em Estrada     | 76.ª | 20.ª | 55.ª | —    |
| Mundial Contrarrelógio | Mundial Contrarrelógio | —    | —    | —    | —    |

—: não participa

Ab: abandono

X: edições não celebradas

## Equipas
- UCI WCC Women's team (2018)
- Movistar Team (2019-)